# Ilden i Kroppen
Ilden i Kroppen er en dansk dokumentarfilm fra 1992 instrueret af Hans Jørgen Konradsen efter eget manuskript.

## Handling
Bo Wikstrøm, som er psykolog og kropsterapeut er rejst til Kalahari-ørkenen for at undersøge trancedans. Buskmændene bruger dansen til at helbrede og forebygge sygdomme. Dansen bruges også til fest og leg, og stridigheder kan danses væk. Bo indvies til trancedansen. Kvinderne har deres egen dans, melondans. Det er fest og leg, frugtbarheden og seksualiteten kastes fra den ene til den anden. Hele natten danser mændene for at helbrede to mennesker fra landsbyen.